# 20th Avenue (stacja metra na Sea Beach Line)
20th Avenue – stacja metra nowojorskiego, na linii N. Znajduje się w dzielnicy Brooklyn, w Nowym Jorku i zlokalizowana jest pomiędzy stacjami 18th Avenue i  Bay Parkway. Została otwarta 22 czerwca 1915.